# Kartonówka zwyczajna
Kartonówka zwyczajna, kartoniarka czarna (Lasius fuliginosus) – gatunek mrówki z podrodziny Formicinae.
Kartonówki zwyczajne to leśne mrówki pospolicie występujące w Polsce. Robotnice mierzą około 4 mm, królowa natomiast około 6 mm. Buduje gniazda w starych drzewach lub pniach starych drzew. Nazwa kartonówka pochodzi od sposobu budowy gniazda, które zbudowane jest z wielu komór rozdzielonych kartonowatą cienką ścianą wytworzoną z rozdrobionego przez mrówki drewna i śliny. Kartonówkę łatwo rozpoznać ze względu na jej smoliście czarną barwę i połysk oraz nogi o lekko żółtym odcieniu.
Kolonia składa się z kilku do kilkunastu tysięcy osobników.
Królowe kartonówek zwyczajnych zakładają kolonie poprzez czasowe pasożytnictwo na innym gatunku mrówek – podziemnicy cieniolubnej (Lasius umbratus). Obserwując wędrujące po pniu drzewa mrówki, można zauważyć, że robotnice powracające do gniazda (w dół) mają większy odwłok. Niekiedy segmenty odwłoka są tak rozsunięte, że widać między nimi cienkie żółte paski. Kartonówka żywi się spadzią produkowaną przez mszyce, jak również pokarmem wysokobiałkowym – owadami, lub padliną. Istnieją też przypuszczenia o możliwości odżywiania się gatunkiem grzyba, który powstaje w gniazdach i jest nawożony przeżutym drewnem (stąd kartonowe komory). Tego typu konstrukcje nie powstają u innych dendrofilów, więc ich istnienie może być uwarunkowane obecnością symbiotycznego grzyba. Podobne konstrukcje zauważa się w gniazdach podziemnic, na których pasożytuje kartonówka.
Rójka odbywa się od końca maja do połowy sierpnia.

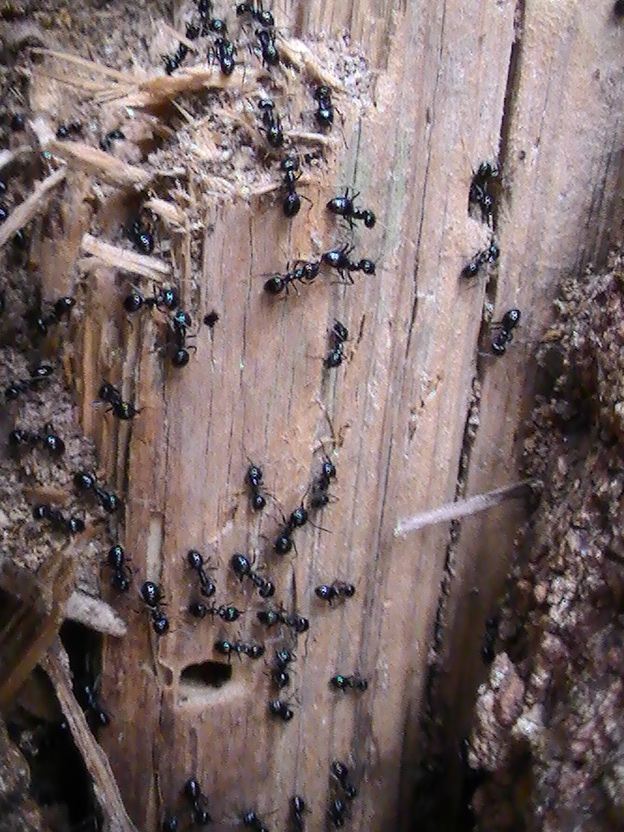
Robotnice drążące tunele
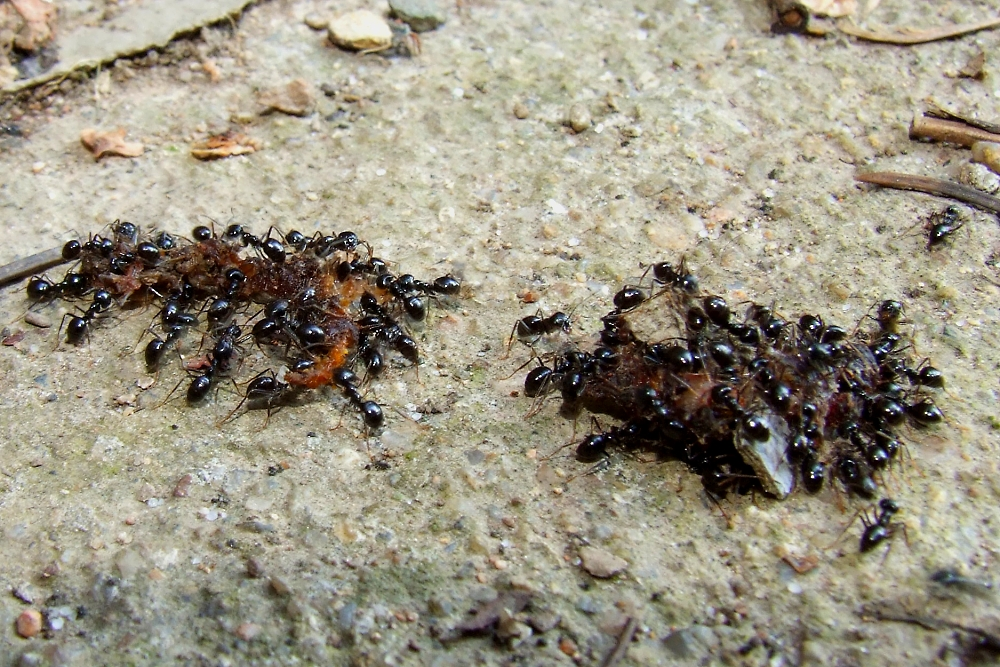
Robotnice
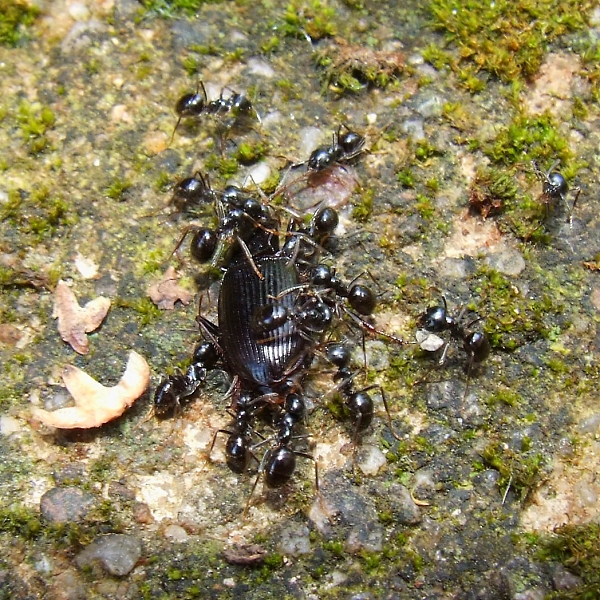
Robotnice atakujące chrząszcza
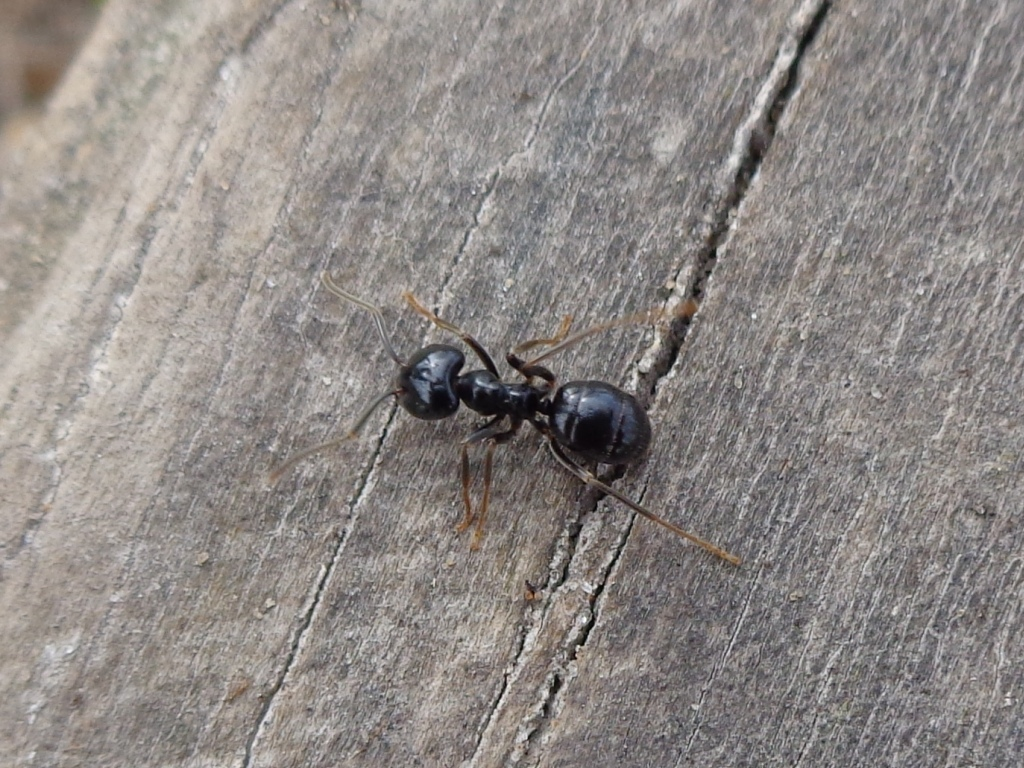
Robotnica
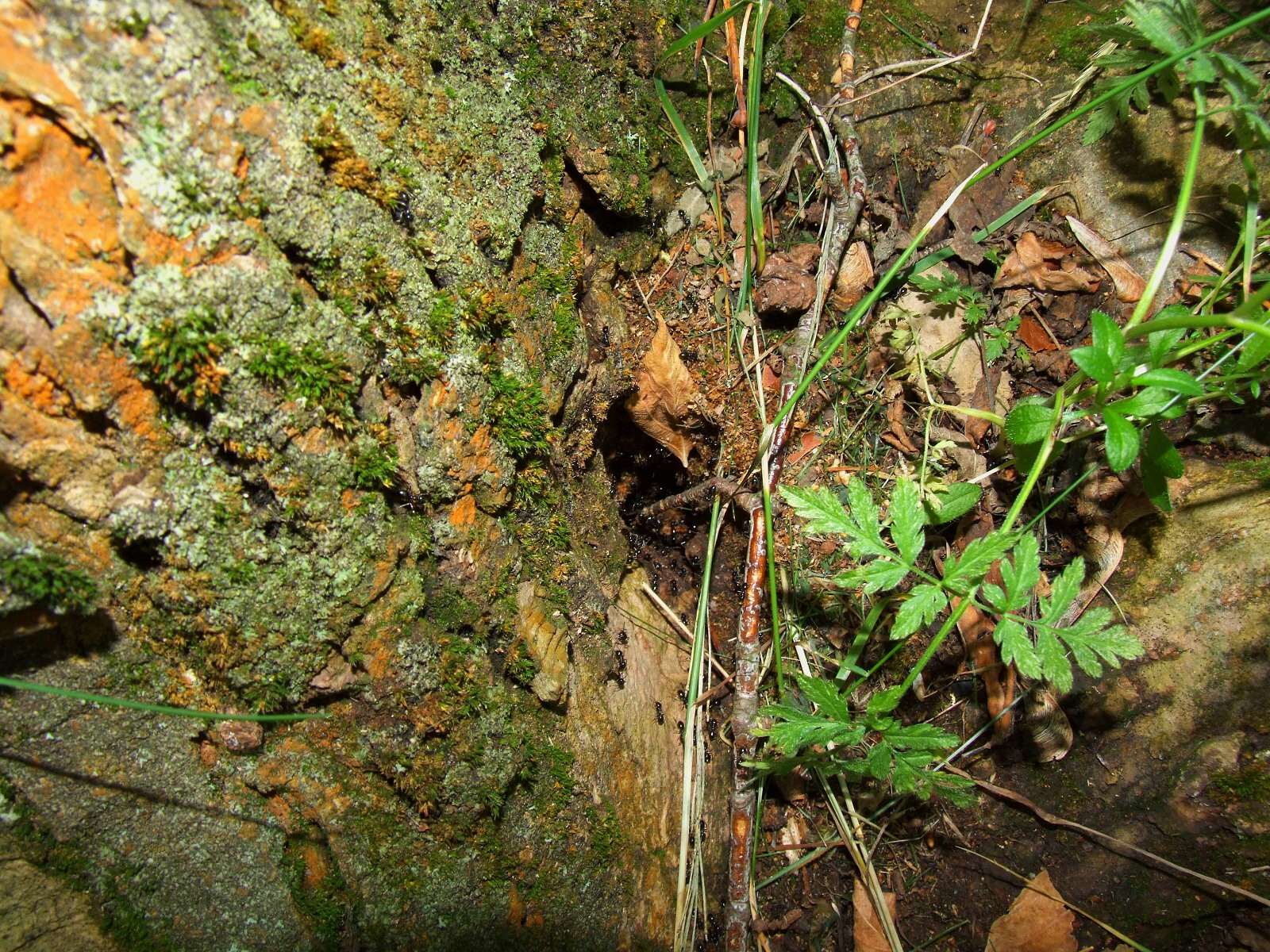
wejście do gniazda
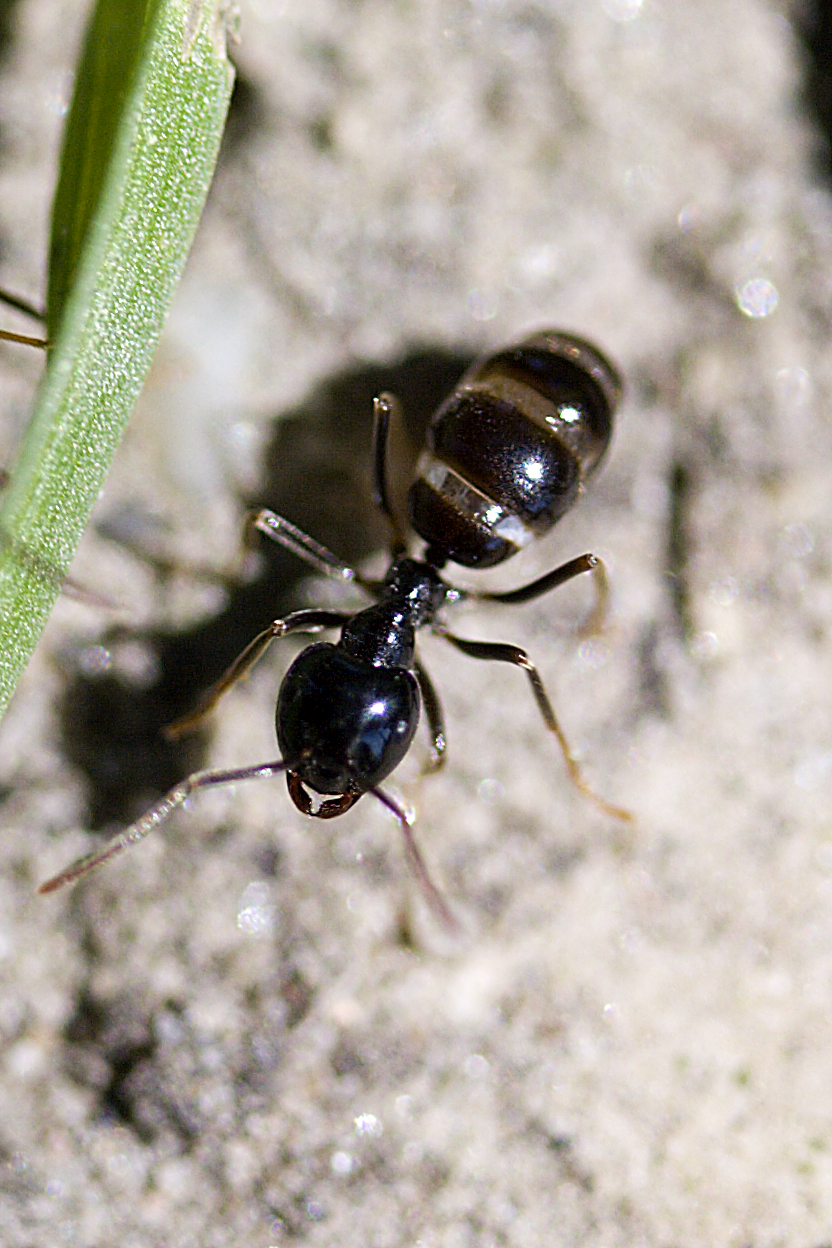
robotnica z odwłokiem pełnym spadzi